# آلبرت راسون
آلبرت راسون (انگلیسی: Albert Rawson؛ 27 November 1896 – ۱۰ اوت ۱۹۴۹) بازیکن فوتبال اهل بریتانیا بود.
از باشگاه‌هایی که در آن بازی کرده‌است می‌توان به باشگاه فوتبال بارنزلی، باشگاه فوتبال بیرمنگام سیتی، و باشگاه فوتبال شفیلد یونایتد اشاره کرد.